# Arlon (stacja kolejowa)
Arlon - stacja kolejowa w Arlon, w prowincji Luksemburg, w Belgii. Znajduje się na linii nr 162. Stacja została otwarta w 1858

.